# Pola Rise
Pola Rise, pseudonimo di Paulina Miłosz (Varsavia, 1989), è una cantante polacca.

## Biografia
Laureata in Giornalismo all'Università di Varsavia e senza alcuna formazione musicale alle spalle, Pola Rise ha pubblicato i suoi primi singoli nel 2014. L'anno successivo ha aperto il concerto di Selah Sue a Varsavia. Nel 2017 ha firmato un contratto discografico con l'etichetta Warner Music Poland, su cui l'anno successivo ha pubblicato il suo album di debutto, Anywhere but Here, che è entrato alla 28ª posizione della classifica polacca. Il quotidiano Gazeta Wyborcza l'ha nominata una delle rivelazioni musicali dell'anno.

## Discografia

### Album in studio
- 2018 – Anywhere but Here

### EP
- 2015 – The Power of Coincidence
- 2018 – Live Session

### Singoli
- 2014 – Did You Sleep Last Night
- 2014 – Soulless Dance
- 2016 – Behind
- 2017 – Hear You
- 2017 – Fear
- 2017 – Breathe
- 2018 – OhOH
- 2018 – No More (feat. Boosin & Maruv)
- 2018 – Blackstar
- 2018 – Jazda
- 2018 – River
- 2020 – Changes

### Collaborazioni
- 2014 – Away (Manoid feat. Pola Rise)